# 吗啡喃
吗啡喃（INN：morphinan）又译吗啡烷、吗喃，是吗啡的结构中去掉 E 环后的衍生物，此有机化合物的分子式为 C16H21N，常温常压下为油状液体，许多阿片類藥物，如二甲啡烷、右美沙芬等都带有吗啡喃结构。